# Broz Kolunić
Ambroz Kacitić od plemena Kolunić (Broz), prvi hrvatski tiskar, đakon, svećenik, pavlin, glagoljski pisac, javni bilježnik, učitelj (Dubovik u Kosinju, oko 1460. – Dobrinj na Krku iza 1518.). Ambroz Kacitić rođen je u Duboviku, srednjovjekovnom zaselku Kosinjske doline, prepisivač je po njemu nazvanog Kolunićevog zbornika 1486. godine u Knežoj Vasi kod Otočca. Njegova ključna uloga odigrala se u tiskanju naše prve tiskane knjige, Prvotiska ili Misala po zakonu rimskoga dvora od 22. veljače 1483. godine - čime upravo on postaje prvi hrvatski tiskar. O tome je ostavio jasne tragove u vidu zapisa u rukopisnom Misalu kneza Novaka - koji je poslužio kao predložak za tiskanje Prvotiska - preko kojeg je kodirao svoj potpis i tragove u Prvotisku kroz slijepe otiske. Tako u našem Prvotisku dolaze slijepi otisci na pet stranica u devet pozicija u ukupno 340 slovnih znakova. Svi oni upućuju na Ambroza Kacitića, njegov potpis i imendane te njegovu pripadnost kosinjskim pavlinima.

## Suvremena kultura
Kacitić je jedan od glavnih likova prvog romana otisnutog glagoljicom Misal kneza Anža Frankopana hrvatskog književnika Tomislava Beronića, koji je objavljen na temelju istraživanja o Kosinjskoj tiskari 2023. godine.
Dana 12. travnja 2025. prvom hrvatskom tiskaru Ambrozu Kacitiću postavljan je spomenik i dvije spomen-ploče u Donjem Kosinju, uz crkvu sv. Petra i Pavla. Spomenik je svečano otkriven na Petrovu, 29. lipnja 2025.